# Pentagonia costaricensis
Pentagonia costaricensis är en måreväxtart som först beskrevs av Paul Carpenter Standley, och fick sitt nu gällande namn av William Carl Burger och Charlotte M. Taylor. Pentagonia costaricensis ingår i släktet Pentagonia och familjen måreväxter. Inga underarter finns listade i Catalogue of Life.